# Epilissus niger
Epilissus niger är en skalbaggsart som beskrevs av Lansberge 1874. Epilissus niger ingår i släktet Epilissus och familjen bladhorningar. Inga underarter finns listade i Catalogue of Life.